# Distanza astronomica
Per distanze astronomiche si intendono quelle distanze tipiche tra i sistemi stellari e le varie entità astronomiche (galassie, nebulose) del nostro universo.
Tali distanze richiedono adeguate unità di misura, essendo estranee alle normali lunghezze che la quotidianità e l'esperienza ci propongono.

## Unità di misura di distanze astronomiche
Le unità di misura delle distanze astronomiche sono:
- Unità astronomica (ua[1]): distanza media Terra-Sole (149 600 000 km)
- Anno luce (a.l.): distanza percorsa in un anno dalla luce nel vuoto, che viaggia a circa 300 000 km/s (9 463 miliardi di km)
- Parallasse per secondo (Parsec, pc): distanza dalla Terra di un ipotetico astro con una parallasse annua di 1 secondo di grado.

## Corrispondenze tra le diverse unità di misura di distanze astronomiche
| Unità di misura   | Corrispondente a: | Corrispondente a: | Corrispondente a: | Corrispondente a: |
|                   | km                | ua                | a.l.              | pc                |
| Unità astronomica | 149,6×106         | 1                 | 15,8×10−6         | 4,8×10−6          |
| Anno luce         | 9,463×1012        | 63255             | 1                 | 0.31              |
| Parsec            | 3,09×1013         | 206265            | 3.26              | 1                 |